# Bonaventura Berlinghieri

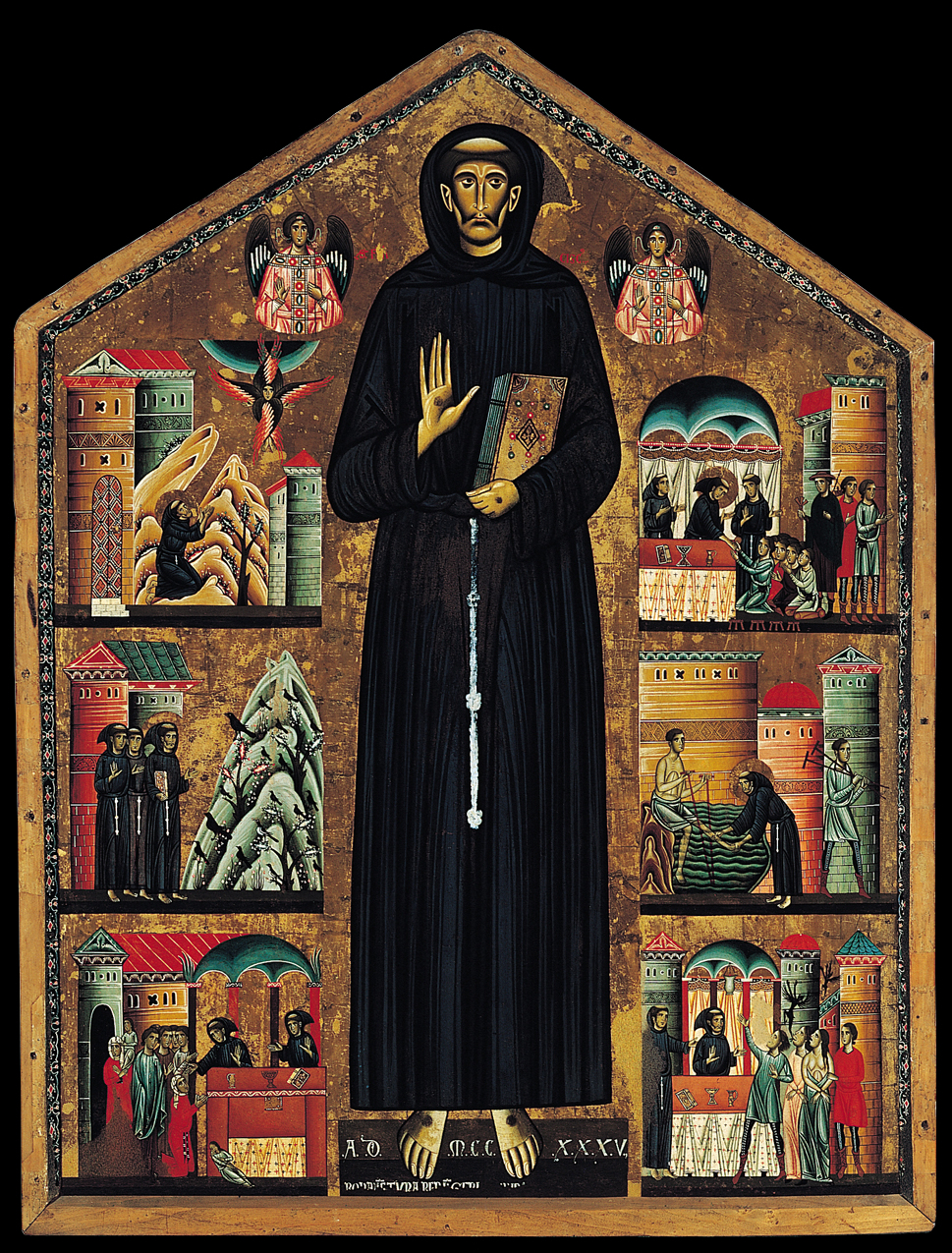
Bonaventura Berlinghieri, Sfântul Francisc de Assisi, 1235

Bonaventura Berlinghieri (n. 1210, Lucca, Republic of Lucca⁠(d) – d. 1287, Lucca, Republic of Lucca⁠(d)) a fost un pictor italian din Lucca, Italia, din perioada gotică. A fost fiul pictorului Berlinghiero Berlinghieri⁠(d) și fratele lui Barone și Marco Berlinghieri⁠(d).
Bonaventura a pictat mai multe panouri și picturi murale la Lucca, în 1235 și 1244. Este cel mai cunoscut pentru un altar dedicat vieții lui Francisc de Assisi. Acest retablu este pictat în tempera pe panou de lemn în stil italo-bizantin sau maniera greca. Acesta înfățișează stigmatele, precum și câteva scene din viața sfântului. Acest altar este adăpostit în Biserica San Francesco⁠(d) din Pescia, unde poate fi văzut astăzi.
Via B. Berlinghieri din Lucca poartă numele familiei.